# Авіо

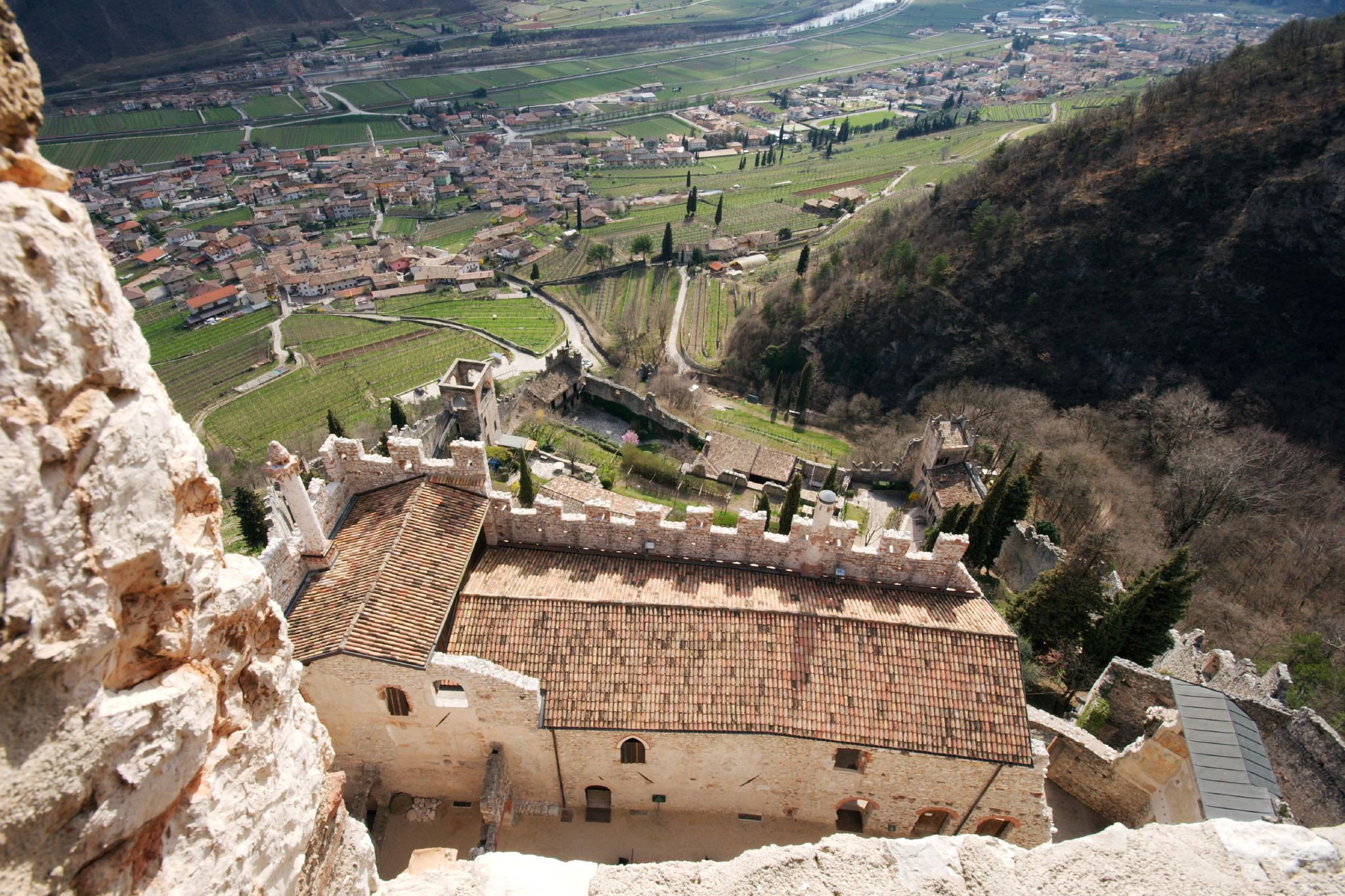
Замок Авіо в березні 2007 року

Авіо (італ. Avio, вен. Avio) — муніципалітет в Італії, у регіоні Трентіно-Альто-Адідже,  провінція Тренто.
Авіо розташоване на відстані близько 450 км на північ від Рима, 40 км на південь від Тренто.
Населення — 4146 осіб (2014).
Щорічний фестиваль відбувається 15 серпня. Покровитель — Богородиця Небовзята.

## Демографія
Населення за роками:

Станом на 1 січня 2023 року в муніципалітеті офіційно проживали 322 іноземці з 28 країн, серед них 175 громадян країн Євросоюзу та 13 громадян України.

## Сусідні муніципалітети
- Ала
- Брентіно-Беллуно
- Брентоніко
- Дольче
- Феррара-ді-Монте-Бальдо
- Мальчезіне
- Сант'Анна-д'Альфаедо